# Solanum incompletum
Solanum incompletum es una especie de planta fanerógama de la familia Solanaceae del género Solanum.  

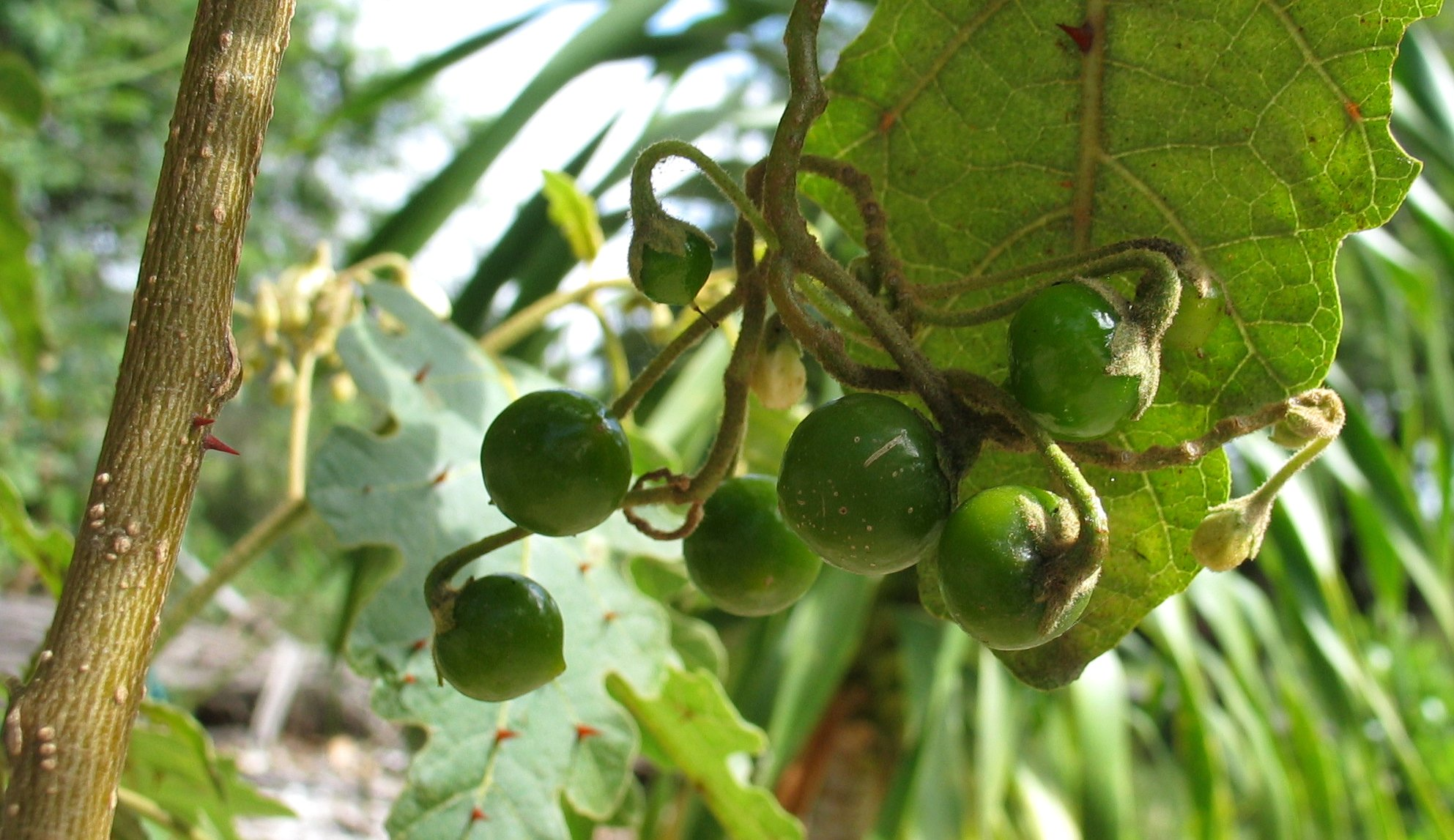
Fruto

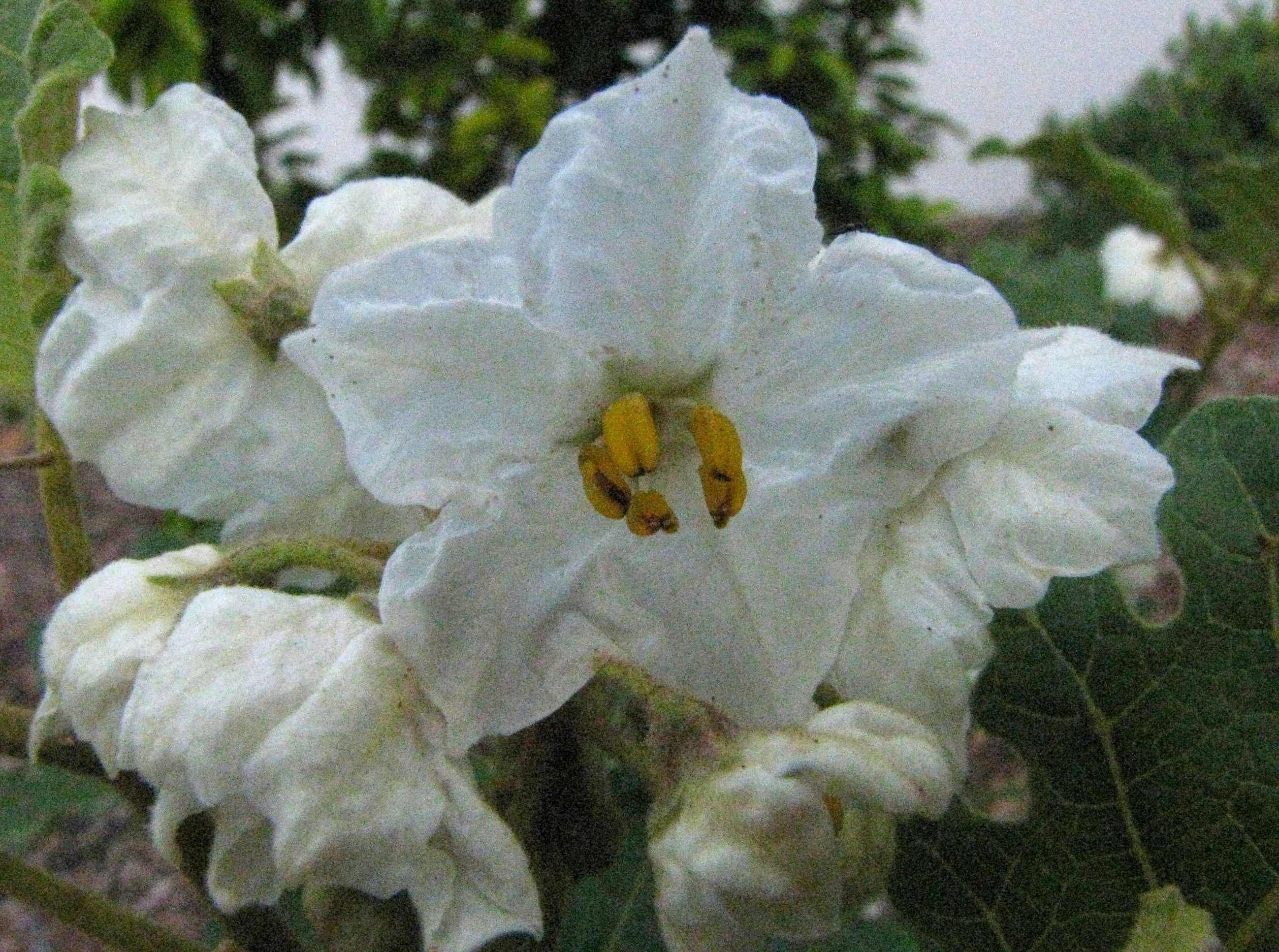
Flor

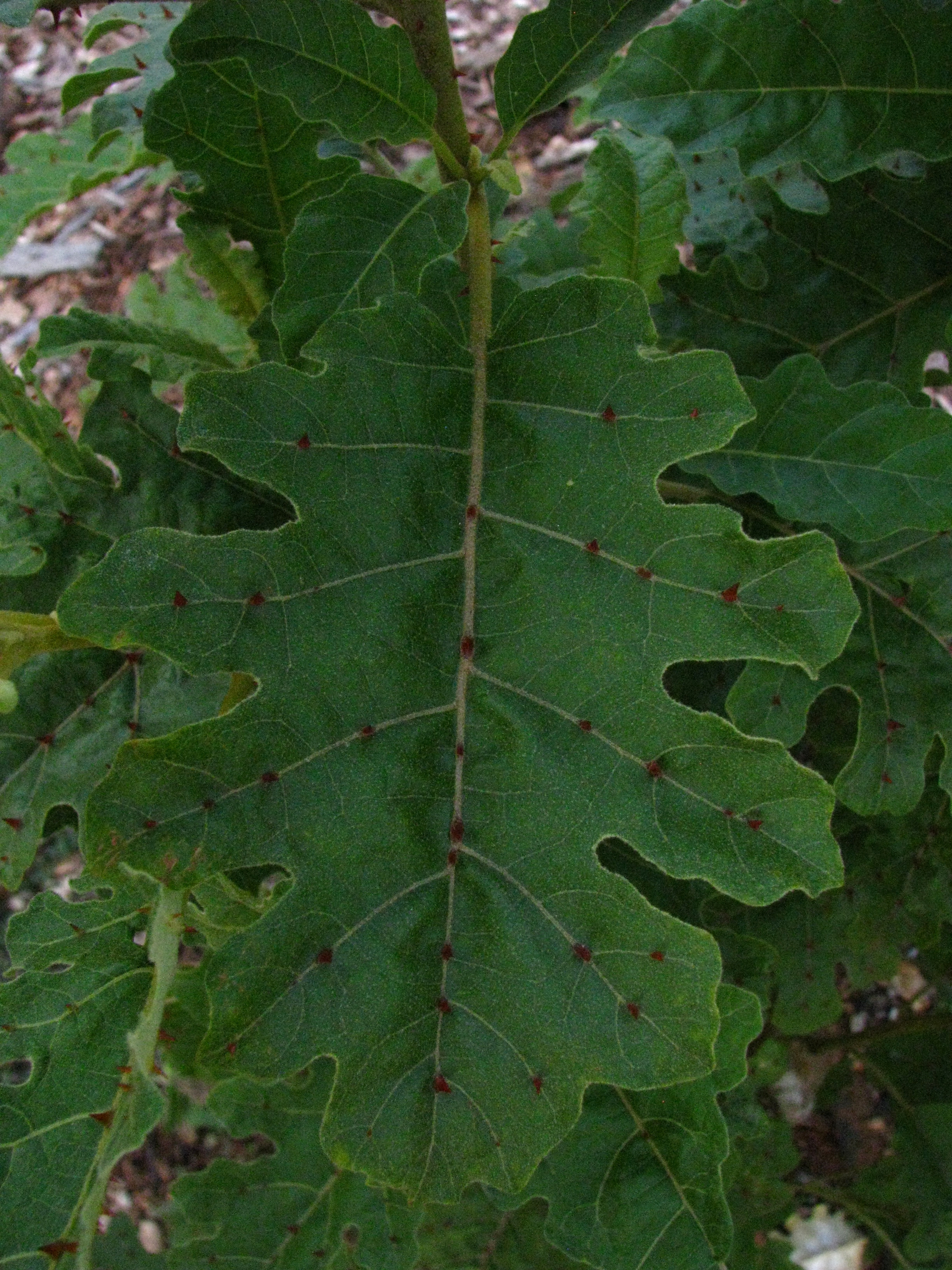
Hoja

## Descripción
Solanum incompletum es un arbusto que alcanza un tamaño de 1,5 m de altura. Los tallos densamente pubescentes con amarillo-ferruginosa o ferruginosa; tallos sin armas o con espinas dispersas, las espinas a 5,7 × 2,3 mm  de color rojo-naranja. Las hojas simples, de 5,1-15,4 × 2.3 a 6.8 cm, 1.5 hasta 2.4 veces más largo que ancho, ovadas a oblongas, cartáceas a subcoriáceas. Las inflorescencias laterales, extra-axilares, emergiendo de la parte superior del tercio del entrenudo. Corola de 1.4 a 1.9 cm de diámetro,  de color blanco o blanco con venas púrpuras. El fruto es una baya de 0,8-1,4 cm de diámetro, globosa, los frutos inmaduros de manera uniforme verde, rojo a naranja al madurar, glabros; exocarpio delgado, brillante; endocarpio jugoso.
Las semillas muchos por fruto, de 2.5 a 2.9 × 3.5 a 3.8 mm, reniformes aplanadas, de color marrón rojizo cuando están secas.

## Distribución
Endémica de la isla de Hawái, se encuentra en los flujos de lava antigua o conos de cenizas viejas en hábitats arbustivos secos forestales desde 1000-2000 m de altitud.

## Ecología
La especie fue extinguidas de las islas de Kauai y Molokai.  Se temía que hubiera ocurrido lo mismo en la isla de Hawái hasta que se descubrió una pequeña población en los últimos años. Ahora hay 83 individuos estimados en esa isla. Varios han sido trasplantados a hábitat apropiado.
La planta está amenazada por ungulados asilvestrados como los jabalíe, cabras salvajes y el muflón . La invasión de especies introducidas de plantas como Cenchrus setaceus y Kalanchoe tubiflora degrada el hábitat. Las plantas también parecen tener problemas para reproducirse, como se evidencia por la baja producción de semilla, tal vez debido a la extinción de sus polinizadores preferidos.

## Taxonomía
Solanum nelsonii fue descrita por Nathaniel Lord Britton y publicado en Prodromus Systematis Naturalis Regni Vegetabilis 13(1): 123. 1852.
Etimología
Ver: Solanum
incompletum: epíteto latíno que significa "incompleta".